# Jinotega (departement)
Jinotega je jedním z 15 departementů Nikaraguy. Leží na severu země na hranici s Hondurasem. Státní hranici zde tvoří řeka Coco. Horské vlhké klima departementu je příhodné pro pěstování kávovníku.
Departement se skládá z osmi částí (Municipio):
- El Cuá-Bocay
- Jinotega
- La Concordia
- San Rafael del Norte
- San Sebastián de Yalí
- Santa María de Pantasma
- Wiwilí
- San José de Bocay